# Kazimierz Pospiszyl
Kazimierz Pospiszyl (ur. 1938) – polski psycholog, profesor nauk humanistycznych (1987), były rektor Akademii Pedagogiki Specjalnej im. Marii Grzegorzewskiej w Warszawie, wieloletni Dyrektor Instytutu Psychologii Uniwersytetu Marii Curie-Skłodowskiej w Lublinie.

## Życiorys
W 1973 – uzyskał stopień doktora habilitowanego, w 1987 - tytuł profesora. Wieloletni profesor Akademii Pedagogiki Specjalnej, wykładał także na Chrześcijańskiej Akademii Teologicznej w Warszawie, obecnie od 2007r związany z Wszechnicą Świętokrzyską.
Jest autorem ponad trzystu prac z dziedziny psychologii społecznej, psychopatologii i resocjalizacji. Wydał wiele książek, w tym głośne monografie „Psychologia kobiety” (1978), która stanowiła impuls do napisania „Tristana i Don Juana", a także „Psychopatia” (1985), „Zygmunt Freud. Człowiek i dzieło” (1987),  „Narcyzm” (1995). Opracował kilka narzędzi diagnostycznych w tym Kwestionariusz szczęścia małżeńskiego wykorzystywany w diagnostyce rodziny.

## Ważniejsze publikacje
1. Psychologiczna analiza wadliwych postaw społecznych młodzieży. Warszawa 1973, PWN
2. Ojciec a rozwój dziecka. Warszawa 1980, Wiedza Powszechna
3. Psychologia dziecka niedostosowanego społecznie. Warszawa 1980. PWN, II wydanie 1981, III 1985
4. Psychopatia. Przyczyny, przejawy i sposoby resocjalizacji antysocjalności. Warszawa 1985, PWN (II wydanie 1992, III wydanie 2000).
5. Narcyzm - Drogi i bezdroża miłości własnej. Warszawa 1995, WSiP
6. Resocjalizacja. Warszawa, wyd. pierwsze 2000,  Żak
7. Przestępstwa seksualne. Geneza, postacie, resocjalizacja oraz zabezpieczenia przed powrotnością. Warszawa 2005, PWN
8. Dramaty rodzinne w mitach i opowieściach. Warszawa 2013, Wydawnictwo Akademickie „Żak”